# Janusz Rutkowski (muzyk)
Janusz Rutkowski (ur. 1983) – polski basista i kompozytor.
Na początku 2006 roku wspólnie z Piotrem Jarosem (saksofon), Kubą Wirusem (gitara i wokal) i Jarosławem Ważnym (puzon) założył zespół The Bartenders, który współtworzył do 2022 roku.
Od lat dwutysięcznych basista zespołów m.in.: Ziggie Piggie i Robert Brylewski, Apacze z Wolnej Woli, Skadyktator i Jego Kosmiczne Kombo, Dead Sirens, Większy Obciach, Upbeat Quartet/Orchestra, deSka, BARWY.
Gościnnie współpracował m.in. z zespołami: Alibabki, Mamadou Diouf & Sama Yoon, Strojnovy, KaCeZet i Fundamenty, Paprodziad i Pęczak, Izrael, Johny Rockers, Banda de Chicas, Raggattack.
Koncertował w klubach i na festiwalach w całej Polsce, oraz w Hiszpanii, Niemczech, Litwie i Gruzji, a także „zdalnie” podczas pandemii covid-19 w Peru i Korei Południowej.

## Dyskografia
The Bartenders
- Zobacz więcej w artykule The Bartenders, w sekcji Dyskografia.

The Beat Rootz
- I love my life (CD, 2020, epka)[6]
- All I want (CD, Zima Records, 2023)[7]

Ziggie Piggie i Robert Brylewski
- 15:19 (CD, m. Sosnowiec, 2011)[8]

Upbeat Quartet/Orchestra
- The Almighty Ska Stone Quest (CD, 2010, epka)[9]
- Stay Cool (CD, 2014, epka)

Apacze z Wolnej Woli
- Apacze z Wolnej Woli (CD, 2012, epka)[10]
- Gotowy na lot (album niewydany)